# توکو لاکسونن
تام فنلاند (انگلیسی: Tom of Finland؛ ۸ مه ۱۹۲۰ – ۷ نوامبر ۱۹۹۱) با نام اصلی توکو لاکسونن نقاش سبک یادگارخواهانه و اهل کشور فنلاند بود. وی هنرمندی بود که تأثیر عمیقی بر فرهنگ همجنسگرایان مرد در اواخر قرن بیستم گذاشت. وی توسط مورخ فرهنگی «جوزف دبلیو اسلید» به عنوان «موثرترین خالق تصاویر شهوت‌انگیز همجنسگرایانه» نامیده شد.